# 鲍勃·埃德蒙
鲍勃·埃德蒙（英語：Bob Edmond，1948年12月29日—），澳大利亚男子举重运动员。他曾代表澳大利亚参加1978年和1982年英联邦运动会举重比赛，获得二枚银牌。他也曾参加1976年夏季奥林匹克运动会。